# Argos Orestiko
Argos Orestiko (grego: Άργος Ορεστικό, tradução literal: Orestean Argos, antes de 1926: Χρούπιστα - Chroupista; Arromeno: Hrupishte) é uma cidade e um município na unidade regional de Castória, na Grécia. O Aeroporto Nacional de Castória [en] (também conhecido como Aeroporto Aristotelis) está localizado em Argos Orestiko.

## História

### Antiguidade
Na antiguidade, Argos Orestikon era a principal cidade da região de Orestis [en]. Dizia-se que havia sido fundada por Orestes, filho de Agamemnon, que fugiu de Argos, no Peloponeso, após o assassinato de sua mãe.
A localização exata da clássica Argos Orestiko não foi encontrada. Com base em evidências epigráficas, o centro administrativo da região de Orestis ficava perto do centro da atual cidade de Argos Orestiko, em um local chamado “Armenochori”. Durante a campanha de Alexandre, o Grande, no Oriente, os colonos da cidade fundaram outra Argos Orestiko nas distantes estepes citas durante o século IV a.C.

### Período moderno
Pelo menos desde o século XVI, Argos Orestiko tem uma notável feira comercial anual.
No final do século XVIII, os arromenos de Voskopojë se estabeleceram na cidade; mais tarde, outros vieram dos vilarejos de Gramos [en] e Samarina [en]. De acordo com um relatório estatístico do coronel britânico Henry Synge, datado de 12 de junho de 1878, a caza de Chroupista (Argos Orestiko) tinha 4.565 gregos e 4.220 homens arromenos que eram cristãos ortodoxos e reconheciam o Patriarcado Ecumênico de Constantinopla (opondo-se ao Exarcado Búlgaro); também tinha 2.290 homens muçulmanos. Na virada do século XX, a cidade de Argos Orestiko era habitada por gregos, arromenos, búlgaros e turcos. No final do período otomano, a cidade era rica, tinha quatro mesquitas e muitos de seus habitantes muçulmanos estavam envolvidos na agricultura e no comércio. No final do século XIX, havia várias escolas gregas, mas também uma búlgara e uma romena; naquela época, a língua grega prevalecia na cidade, mesmo entre os arromenos e búlgaros, e principalmente os primeiros tinham uma consciência nacional grega.
O censo grego de 1920 registrou 3.603 pessoas na cidade e 1.500 habitantes (200 famílias) eram muçulmanos em 1923. Após a troca de populações entre a Grécia e a Turquia, as famílias gregas refugiadas na cidade eram da Trácia Oriental (10), Anatólia (69), Ponto (132) e Cáucaso (1) em 1926. O censo grego de 1928 registrou 3.605 habitantes na cidade. Em 1928, as famílias de refugiados eram 214 (852 pessoas). Após a troca de população, a mesquita principal da cidade foi substituída por uma igreja construída e dedicada à Parasqueva de Roma; as outras três mesquitas foram destruídas.
Em 1945, o Ministro das Relações Exteriores da Grécia, Ioannis Politis, ordenou a compilação de dados demográficos sobre a Prefeitura de Castória. A cidade de Argos Orestiko tinha um total de 4.100 habitantes, incluindo 1.370 eslavófonos.

## Município
O município de Orestida foi formado na reforma do governo local de 2011 pela fusão dos antigos municípios de Argos Orestiko e Ion Dragoumis [en], que se tornaram unidades municipais. Orestida foi renomeado para Argos Orestiko em 2013. O município de Argos Orestiko tem uma área de 340.731 km²; a unidade municipal de Argos Orestiko (o município anterior a 2011) tem uma área de 206.396 km².
As unidades municipais são subdivididas nas seguintes comunidades:
- Argos Orestiko: Agios Ilias, Ammoudara, Argos Orestiko, Asprokklisia, Dialekto, Kastanofyto, Lagka, Lakkomata, Melanthio [en], Nostimo, Spilaia, Spilios e Vrachos.
- Ion Dragoumis: Ampelokipoi, Germas, Kostarazi, Militsa e Vogatsiko [en].

## Pessoas notáveis
- Toma Caragiu [en] (1925-1977)
- Matilda Caragiu Marioțeanu (1927-2009)
- Demetri Dollis [en] (nascido em 1956)
- Patrona Halil (1690-1730)
- Tom Kiradjieff e John Kiradjieff [en] (1892-1960, 1895-1953)
- Filip Mișea [en] (1873-1944)